# Chancel Ilunga Sankuru
Chancel Ilunga Sankuru, född 28 december 1995, är en friidrottare från Kongo-Kinshasa. Hon deltog vid olympiska sommarspelen 2012.